# (23937) Delibes
(23937) Delibes est un astéroïde de la ceinture principale.

## Description
(23937) Delibes est un astéroïde de la ceinture principale. Il fut découvert le 15 octobre 1998 à Caussols par le projet ODAS. Il présente une orbite caractérisée par un demi-grand axe de 2,33 UA, une excentricité de 0,10 et une inclinaison de 5,0° par rapport à l'écliptique.
L'astéroïde est nommé en l'honneur du compositeur français Léo Delibes (1836-1891).

## Compléments